# Педетти, Маурицио
Маурицио Педетти (Mauritio Pedetti; 13 октября 1719, Казаско-д’Интельви, провинция Комо − 14 марта 1799, Айхштетт) — итальянский архитектор позднего барокко.
Дед Маурицио по материнской линии, будучи профессиональным архитектором, научил мальчика рисовать. В 1722 году семья переезжает в Мангейм. Вместе с двоюродным братом Маурицио работал на строительстве Людвигсбургской резиденции. В 1735 году участвует в проектировании резиденции маркграфа в Ансбахе. В 1738 году проектирует церковь святого Гумберта в Мюнхене.
В 1739—1741-х годах Педетти путешествует по Италии, совершенствуя при этом своё мастерство архитектора. Он был втянут в войну за австрийское наследство. В 1743 году поступает на военную службу, однако вскоре покидает её и оказывается при дворе князей Радзивиллов в Несвиже. Здесь Педетти участвует в реставрации иезуитского храма Божьего тела. Возле храма находится часовня Булгарина, построенная им в 1747 году для деда русского писателя Булгарина.

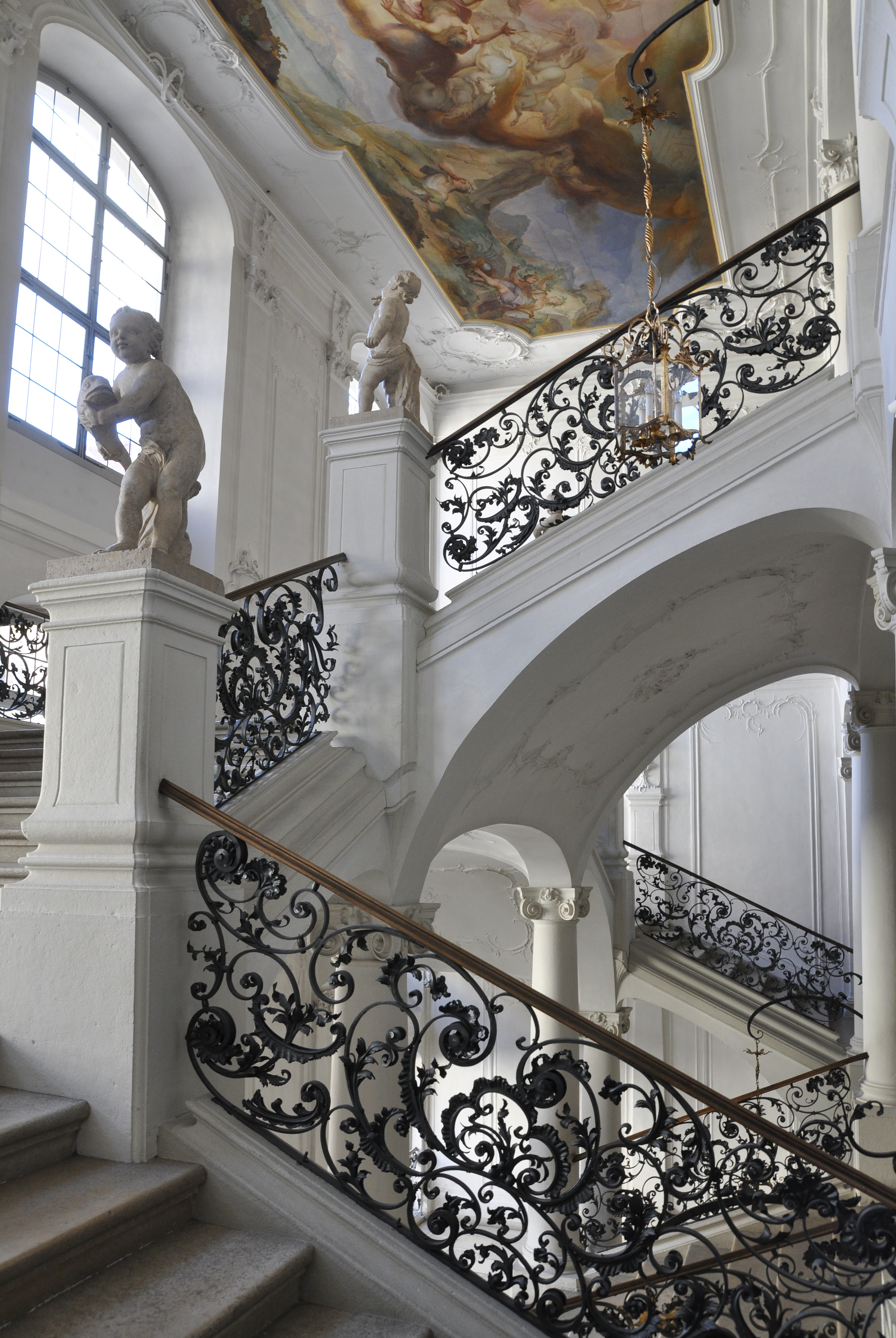
Одна из лестниц резиденции князя-епископа в Айхштете

После нескольких лет, проведённых в Великом княжестве Литовском, Педетти возвращается в немецкие земли и поступает в услужение к князю-епископу айхштетскому. Более широкую известность, чем прежние работы, ему приносит создание ряда зданий в городе Айхштете.